# 金鹗山街道
金鹗山街道，位于湖南省岳阳市岳阳楼区，1984年5月成立。街道办事处驻岳阳楼区求索西路402号。

## 建制沿革
- 1984年5月，设立金鹗山街道，属南区；
- 1995年，改属岳阳楼区，办事处驻城东南路，辖太子庙、华铁、螺丝港、万家坡、金鹗山、南湖、巴陵石化、麦子港8个居委会；
- 1997年，社区调整，此时辖太子庙、华铁、螺丝港、万家坡、金鹗山、麦子港6个行政居委会和巴陵石化、南湖渔场2个企业居委会；
- 2005年7月，增设新桥巷社区。

## 行政区划
金鹗山街道辖11个社区。
- 南津港社区、太子庙社区、螺丝港社区、万家坡社区、新桥巷社区、鹗西路社区、金鹗山社区、夏万路社区、南湖社区、岳荣社区、重湖社区